# Tungiasis
Als Tungiasis bezeichnet man den Befall des Körpers durch den Sandfloh Tunga penetrans. Folgeinfektionen auf Basis der entstehenden Wunden können einen verstümmelnden Verlauf nehmen.

## Verbreitung
Der Sandfloh kommt in Mittel- und Südamerika, Afrika und Australien vor. Neben dem Menschen werden auch Hunde, Schweine und Ratten befallen. Erhebungen in Endemiegebieten zeigten eine Befallsrate zwischen 19 und 59 %.

## Ursache und Krankheitsentstehung

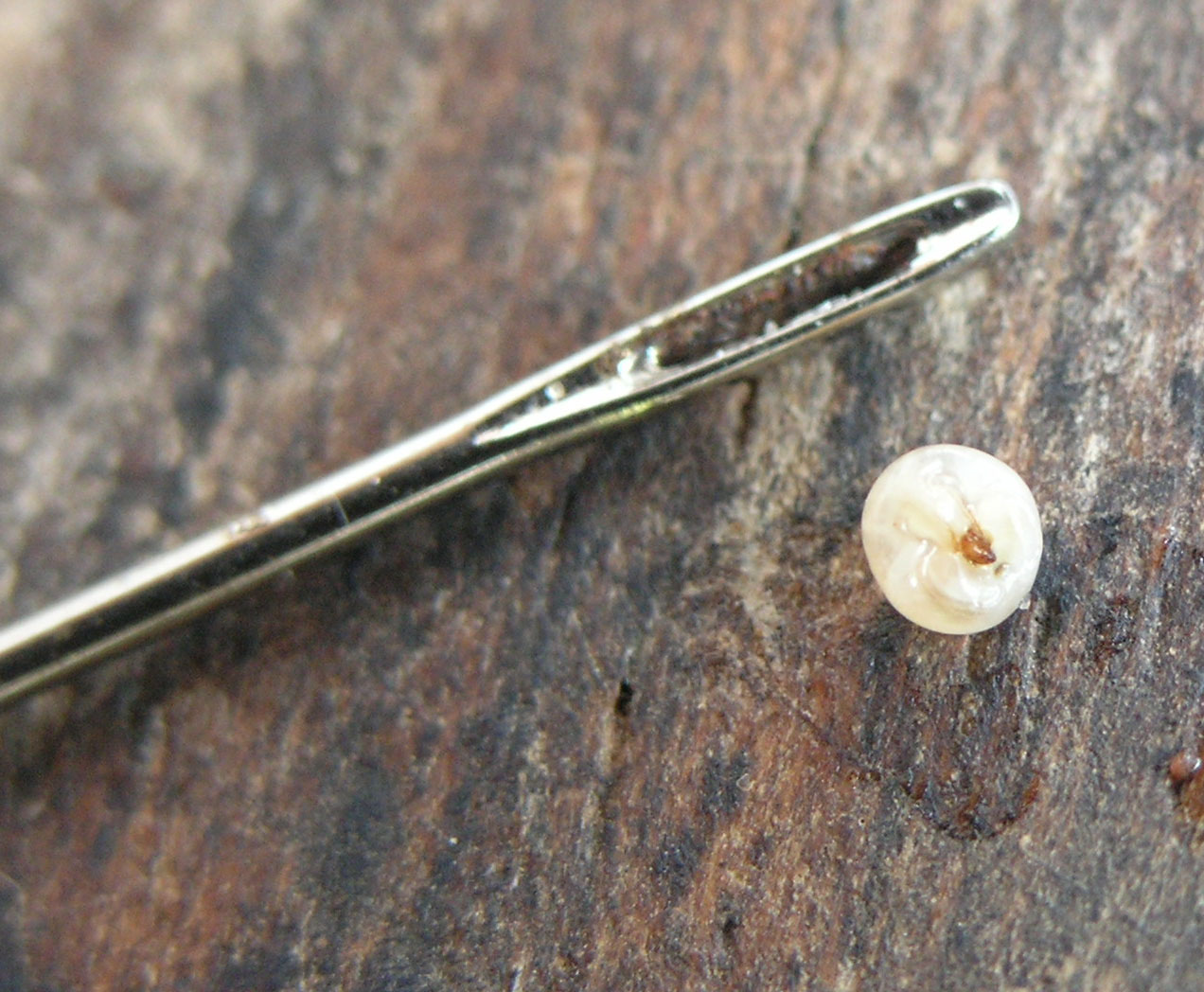
Mit Eiern aufgequollenes Sandflohweibchen

Sowohl der männliche als auch der weibliche Sandfloh saugen Blut. Das befruchtete Sandflohweibchen dringt zumeist an den Füßen in die Haut ein. Das Weibchen durchdringt die Hornhaut und nistet sich im Stratum granulosum in der Epidermis ein.
In fünf bis acht Tagen entwickeln sich rund eintausend Eier, wodurch der Körper des Flohs auf Erbsengröße anschwillt. Der Floh wird dabei bis auf eine kleine Öffnung von der Haut des Wirts überdeckt. Das Weibchen sondert über einen Zeitraum von zwei Wochen mehrere hundert Eier ab und stirbt dann ab.

## Klinische Erscheinungen

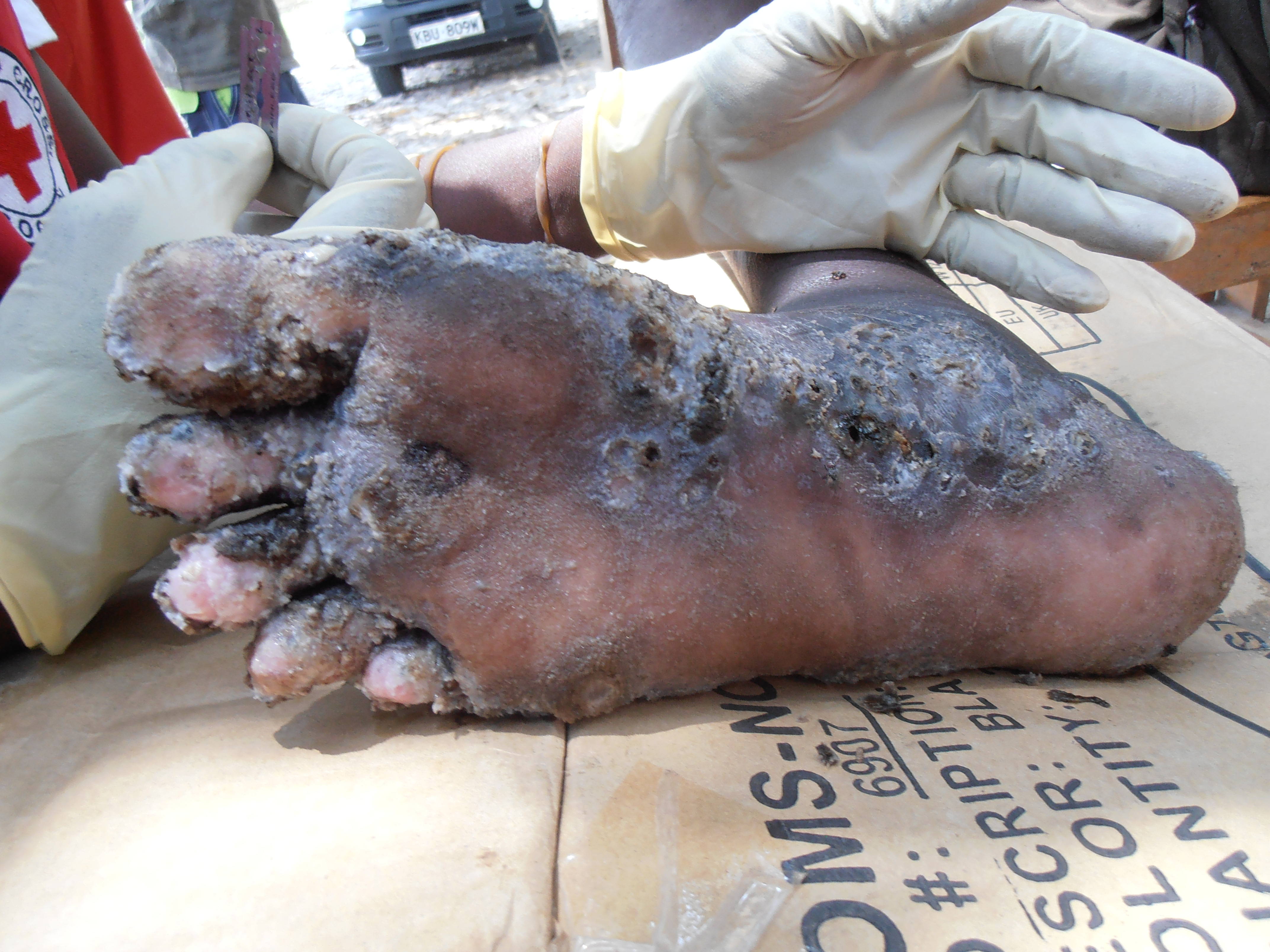
Ausgedehnter Befall mit großflächigen Weichteildefekten am Fuß

Das Eindringen des Flohes in die Haut bleibt in der Regel schmerzfrei. Mit zunehmender Größe des in der Haut eingegrabenen Flohs bildet sich eine Entzündung und Geschwüre der Haut heraus. An den Geschwüren treten häufig bakterielle Folgeinfektionen bis zur Gangrän auf. Ebenso können die Hautschäden als Eintrittspforte für Wundstarrkrampf dienen. Nach Absterben des Flohs nimmt die Entzündung und Gewebeschädigung zu, typischerweise verbleibt eine ausgestanzte Wunde zurück.

## Untersuchungsmethoden
Die Erkrankung wird durch Auffinden und Identifikation der Flohweibchen oder deren Eier in der Haut des Patienten. Ein Dermatoskop kann bei der Diagnosestellung hilfreich sein.

## Behandlung
Die in der Haut befindlichen Sandflöhe müssen entfernt werden. Noch lebende Flöhe können durch Silikonöl oder Milbenmittel abgetötet werden.

## Vorbeugung
Wirksamste Vorbeugung ist das Tragen geschlossener Schuhe, um das Eindringen des Sandflohs zu verhindern.